# 토탈 워: 쇼군 2: 사무라이의 몰락
토탈 워: 쇼군2: 사무라이의 몰락(Total War: Shogun 2: Fall of the Samurai)은 크리에이티브 어셈블리에서 제작하고 세가, 페럴 인터랙티브에서 배급한 토탈 워의 전략 게임이다. 2012년 3월 23일 출시되었다. 토탈 워: 쇼군2의 후속작이며 배경은 19세기 에도 막부 말기와 보신 전쟁을 배경으로 하고있다.

## 개요
이전작인 토탈 워: 쇼군2가 혹평과 비판을 받자 2012년 3월 23일 확장팩, 후속작으로 출시했다. 팀은 막부파(센다이번, 조자이번, 아이즈번, 나가오카번)와 존암파(사쓰마번, 조슈번, 도사번, 사가번)로 나뉘며 에도·교토 점령 및 일본통일을 목표로 한다.